# Colecciones Hocken
Las Colecciones Hocken (anteriormente  Biblioteca Hocken )(en inglés: Hocken Library; en maori: Te Uare Taoka o Hākena) es una biblioteca de investigación, archivo histórico y una galería de arte con sede en la ciudad de Dunedin en Nueva Zelanda. 
Se trata de una colección de importancia nacional administrada por la Universidad de Otago. Las áreas de especialización de la biblioteca incluyen documentos relacionados con la historia de Nueva Zelanda y el Pacífico, con especial hincapié en las regiones Otago y el sur del país. 
Abierta al público en general, la biblioteca es uno de los centros más importantes del país para la investigación histórica.